# Leptothorax placivus
Leptothorax placivus är en myrart som beskrevs av Wheeler 1915. Leptothorax placivus ingår i släktet smalmyror, och familjen myror. Inga underarter finns listade i Catalogue of Life.